# 伊丽莎白·爱德华兹

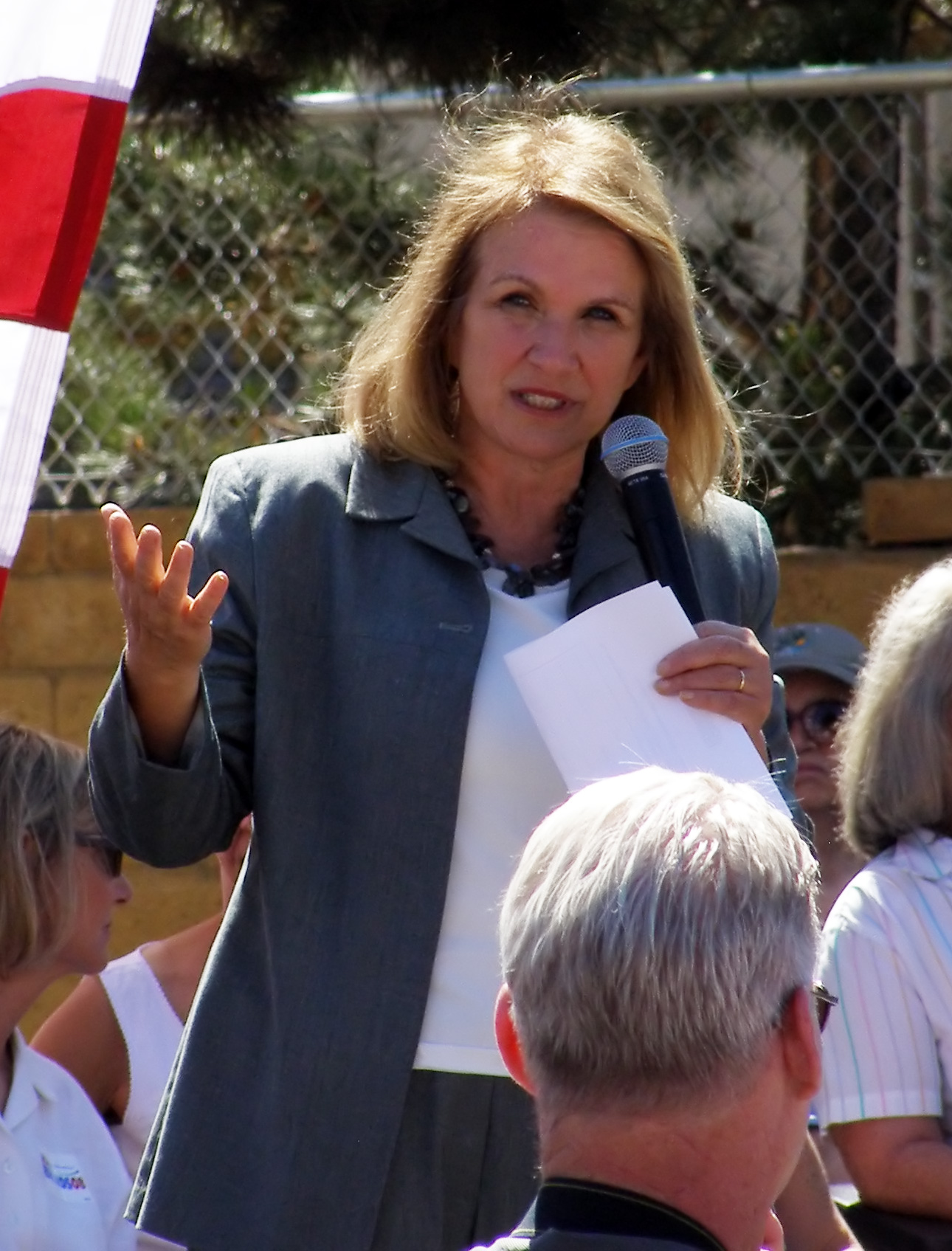
2007年7月

伊丽莎白·爱德华兹（Mary Elizabeth Anania Edwards，1949年7月3日—2010年12月7日)，美国政治人物、民主党前参议员约翰·爱德华兹前妻。

## 簡歷
伊丽莎白·爱德华兹出生于佛罗里达州。她的父亲是美国海军飞行员，曾经在世界各地驻扎，伊丽莎白小的时候也随父亲去过许多地方。当年，伊丽莎白的父亲还曾在日本的美国军事基地驾驶间谍飞机，所以伊丽莎白也在日本上过学。高中毕业以后，伊丽莎白在北卡罗莱纳大学上学，攻读英语，毕业后又在北卡罗莱纳大学法学院获得法律学位。正是在那里，她和约翰·爱德华兹从相识到相爱，后来在一同通过律师资格考试之后于1977年结婚，婚後育有兩子兩女。
伊丽莎白本人是一律师，有过多种工作经验，她还作过法学院讲师，在公开场合讲话自然是她的专长。事实上，与伊丽莎白在法庭上打过交道的一位律师同行曾送给她一个绰号，叫“大规模杀伤性武器”，用以称赞她的聪明才智和在法庭上的杀伤力。伊丽莎白支持同性婚姻，並反對伊拉克戰爭。

## 個人生活
1996年其長子在車禍喪生。2004年協助時任參議員的丈夫參選總統，失利後改為競選副總統。競選落敗後，她發現患上乳癌，雖然一度治療的進展良好，但2007年復發，之後约翰·爱德华兹被揭發與其女助手有婚外情，並育有一名私生女，约翰·爱德华兹曾經隱瞞及矢口否認。约翰·爱德华兹於2010年1月證實有關事實，伊丽莎白·爱德华兹憤而與其分居，並放棄接受治療。同年底去世，其分居丈夫及家人陪伴在側。